# 성덕대왕신종
성덕대왕신종(聖德大王神鍾)은 대한민국 경상북도 경주시에 있는 범종이다. 신라 시대에 만들어졌으며 설화에 따라 에밀레종으로 부르거나 봉덕사(奉德寺)에 걸려 있던 종이라 하여 봉덕사종이라 부르기도 한다. 1962년 12월 20일 대한민국의 국보 제29호로 지정되었다.

## 개요
높이 3.66m, 입지름 2.27m, 두께 11∼25cm이며, 무게는 1997년 국립경주박물관에서 정밀측정한 결과 18.9톤으로 확인되었다.
신라 경덕왕이 아버지인 성덕왕의 공덕을 널리 알리기 위해 종을 만들려 했으나 뜻을 이루지 못하고, 그 뒤를 이어 혜공왕이 771년에 완성하여 성덕대왕신종이라고 불렀다. 이 종은 처음에 봉덕사에 달았다고 해서 봉덕사 종이라고도 하며, 아기를 시주하여 넣었다는 전설로 아기의 울음소리를 본따 에밀레종이라고도 한다.
종의 맨 위에는 소리의 울림을 도와주는 음통(音筒)이 있는데, 이것은 우리나라 동종에서만 찾아볼 수 있는 독특한 구조이다. 종을 매다는 고리 역할을 하는 용뉴(龍鈕)는 용머리 모양으로 조각되어 있다. 종 몸체에는 상하에 넓은 띠를 둘러 그 안에 꽃무늬를 새겨 넣었고, 종의 어깨 밑으로는 4곳에 연꽃 모양으로 돌출된 9개의 연꽃봉우리를 사각형의 연곽(蓮廓)이 둘러싸고 있다. 유곽(乳廓) 아래로 2쌍의 비천상(飛天像)이 있고, 그 사이에는 종을 치는 부분인 당좌(撞座)가 연꽃 모양으로 마련되어 있으며, 몸체 앞·뒷면 두 곳에는 종에 대한 내력이 새겨져 있다. 특히 종 입구 부분이 꽃모양으로 굴곡진 특이한 형태를 하고 있어 이 종의 특징이 되고있다.
통일신라 예술이 각 분야에 걸쳐 전성기를 이룰 때 만들어진 종으로 화려한 문양과 조각수법은 시대를 대표할 만하다. 또한, 몸통에 남아있는 1,000여자의 명문은 문장뿐 아니라 새긴 수법도 뛰어나, 1천 3백여년이 지난 지금까지도 손상되지 않고 전해오고 있다.

## 역사

### 봉덕사
《삼국유사》에는 봉덕사의 창건에 대해 신라 성덕왕(聖德王)이 태종 무열왕의 명복을 빌기 위한 원찰로써 지었으며, 이곳에서 인왕도량(仁王道場)을 이레 동안 베풀고 대대적인 사면을 거행하였다는 것, 성덕왕의 아들로 즉위한 효성왕(孝成王)이 즉위 이듬해인 당 개원(開元) 26년 무인(738년)에 부왕의 명복을 빌기 위하여 창건한 것이라는 두 가지 설을 기록하고 있다. 이 기록에 대해서는 성덕왕 때에 처음 창건을 시작해서 효성왕 때에 완성하였다는 해석, 사찰 건립 자체는 성덕왕이 했으며 효성왕 때에 대대적인 중창이 있었다는 해석이 제기되고 있다. 신라 조정은 봉덕사성전(奉德寺成典)을 두어 봉덕사를 관리했다.
이후 황복사터에서 '(奉)德太宗寺(令)'으로 판독되는 명문이 포함된 비편(일명 '황복사 제2비')이 발견되어 봉덕사를 봉덕태종사(奉德太宗寺)라고도 하였으며 봉덕사가 태종 무열왕을 위해 지어졌던 사찰이라는 《삼국유사》의 언급에 힘이 실리게 되었다. 애장왕대(800~808)에 건립된 고선사서당화상비(高仙寺誓幢和尙碑)에 '有奉德寺大德法師', 문성왕 17년(855년)에 조성된 창림사무구정탑지(昌林寺無垢淨塔誌)에 '僧 前奉德寺 上座 淸玄'이라는 명문을 통해 후대, 적어도 애장왕 3년(802) 이후에는 '봉덕태종사'를 '봉덕사'로 부르게 되었음을 확인할 수 있으며, 이는 처음에 태종 무열왕과 성덕왕 두 국왕을 위해 지었던 사찰이 후대로 오면서 성덕왕만을 위한 사찰로 그 성격이 변화한 것이 원인이 되었다고 해석되고 있다.
봉덕사의 성격 변화에 대해서는 효성왕 때의 중창이 계기가 되었다는 설과 효성왕보다 후대의 일이라는 견해가 있다. 전덕재는 삼국사기 직관지에 봉덕사성전의 금하신(衿荷臣)이 경덕왕 때에 검교사(檢校使)로 잠시 변경되었다가 혜공왕 때에 복구되었던 것을 애장왕 때에 다시 경(卿)으로 고쳤는데 이는 다른 봉성사나 감은사, 봉은사 등의 성전이 애장왕 때에 령(令)으로 개칭된 것과 구별된다는 점, 봉덕사의 상당(上堂)도 경덕왕 때에 부(검교)사(副使)로 잠시 변경되었다가 혜공왕 때에 복구되었던 것을 애장왕이 다시 경(卿)으로 고쳤다는 점 등을 들어 '(奉)德太宗寺(令)' 명문이 포함된 황복사 제2비는 애장왕 3년 이전에 건립되었다고 봄이 자연스러우며, 성덕대왕신종의 주조를 전후해 그러한 봉덕사의 성격 변화가 시작되었다고 하였다(후술).
봉덕사는 신라의 수도였던 경주시 북천(北川, 알천) 부근에 있었으며, 고려 이후 조선 초기까지 존속했다. 그 위치에 대해 동천(東川) 즉 북천 강가에 있었다고 하고, 《동경통지》나 《동경잡기》는 경주부 북쪽에 있었다고 언급하고 있다. 대체로 경주 북천과 멀지 않은 위치에 있었던 것임을 짐작할 수 있다. 성동동에 위치한 전랑지(殿廊址) 서쪽 북천 강가(경주세무서 북쪽)에 위치한 성동동 1사지(경주 성동동 188-42번지 소재)가 봉덕사 내지 봉덕사와 관련이 깊은 유구로 여겨지고 있다.

### 범종 주조
《삼국유사》에는 742년부터 경덕왕이 아버지인 성덕왕을 위해 봉덕사동을 주조하려 했으나 뜻을 이루지 못하고, 손자 혜공왕이 771년에 완성했다고 언급하고 있다. 《삼국유사》 권제3 탑상제4 황룡사종·분황사약사·봉덕사종 조에서는 경덕왕 때에 이루어졌던 불사(佛事) 즉 황룡사 대종(경덕왕 13년(754년) 주조)과 분황사의 약사여래상(경덕왕 14년(755년) 주조) 그리고 봉덕사종(성덕대왕신종)의 주조를 차례로 언급하였다. 《삼국사기》에는 경덕왕 13년(754년) 5월에 성덕왕비(聖德王碑)를 세웠다고 하였으며, 성덕왕비 건립 뒤에 봉덕사종의 주조가 시작되었던 것으로 보인다.
종의 표면에는 명문이 새겨져 있으며, 이 명문을 작성한 것은 신라 조산대부(朝散大夫) 전태자사의랑(前太子司議郞) 한림랑(翰林郞) 김필해(金弼奚, 《삼국유사》에는 김필월金弼粤이라고 표기되어 있다)라고 되어 있다. 명문에는 경덕왕이 조상(즉 부모)을 생각하는 정이 점점 슬퍼지고, 이에 그 명복을 비는 간절한 마음에서 큰 종을 주조하려고 하였으나 뜻을 이루지 못하고 세상을 떠났다고 되어 있다.
봉덕사종의 주조는 봉덕사를 관장하는 봉덕사성전이 주관하였던 것으로 보이는데, 성덕대왕신종에 언급된 봉덕사성전 관련 인사들은 모두 경덕왕 후기인 경덕왕 19년(760년) 이후에 중용된 사람들이었다는 점, 그리고 이 시기를 전후해 신라가 안팎으로 겪고 있었던 내우외환의 상황이 지적되고 있다. 우선 봉덕사성전의 최고 책임자였던 검교봉덕사성전사인 김옹(金邕)과 김양상(金良相), 검교봉덕사성전부사 집사시랑(執事侍郞) 김체신(金體信) 등이 대표적이다. 김옹은 경덕왕 19년(760) 4월에 염상(廉相)의 뒤를 이어 시중(侍中)에 임명되어 동왕 22년(763) 8월까지 재직했고, 김양상은 경덕왕이 사망하기 직전인 동왕 23년(764년) 정월에 아찬으로서 시중에 임명되었다.
《삼국사기》의 기록을 보면 경덕왕 13년(754) 8월에 가뭄이 들고 누리 피해가 창궐하였으며, 그 이듬해에 곡식이 부족해 백성들이 굶주렸다. 기상이변도 잇따랐는데(전근대에 기상이변은 천인상관설이라고 하여 인간 세상의 정치가 어지러운 것이 원인이며 하늘이 이를 경고하는 것으로 여겨져 사회 불안을 야기하는 한 원인이 되었다),
- 경덕왕 17년(758년) 7월에 천둥과 번개가 쳤고, 사찰 16곳에 벼락이 떨어졌다.
- 경덕왕 18년(759년) 3월에 혜성(彗星)이 나타났다.
- 경덕왕 19년(760년) 4월에 두 개의 해가 나타났다.
- 경덕왕 20년(761년) 정월 초하루에 무지개가 해를 뚫었다.
- 경덕왕 22년(763년) 7월에 서울에 큰바람이 불어 기왓장이 날아가고 나무가 뽑혔으며, 8월에 복숭아꽃과 오얏꽃이 다시 피었다.
- 경덕왕 23년(764년) 3월에 혜성과 용이 나타났다.

경덕왕 16년(757년) 2월에 김사인이 근년(近年)에 빈발하는 재앙과 이상한 일들에 대한 시정의 득실을 극론하였으며, 이 해에 신라는 신문왕 이래의 월봉(月俸)을 혁파하고 녹읍을 부활시켰으며, 지명과 관직명을 중국식으로 개정하는 사업을 벌였다.
무엇보다 755년에 당에서 벌어진 안사의 난(安史-亂, 755~763)은 당과 인접한 신라와 발해는 물론 일본에까지 그 여파가 미쳤다. 안록산이 반란을 일으킬 당시 거점이 유주(幽州)의 범양(范陽)으로 당에서 발해와 신라로 이르는 길목이라는 점에서 안사의 난이 신라와 발해에 가져온 위협은 막대하였다. 764년 7월에 일본에 파견된 신라의 사신 대나마(大奈麻) 김재백(金才伯)은 일본측 관리 고소벤(右小弁) 종5위하 기노 아손 우시카이(紀朝臣牛養)로부터 “근래에 당신의 나라에서 투화해 온 백성들이 '본국에서 병사를 징발해 경비하고 있는데, 이는 혹시라도 일본국이 죄를 물으러 올까 싶어서다'라고 하던데 그 일이 거짓인가, 진실인가”라는 물음에 "당의 사정이 난리로 어지럽고 이로 인해 해적이 빈번하게 출몰하고 있어서 병사를 징발하여 변방을 경비하고 있는 것으로, 이것은 국가의 대비책일 뿐"이라고 대답하였다.
이미 750년대 후반 신라와 외교적으로 갈등 관계에 있었던 일본이 안사의 난으로 혼란에 빠진 당이 신라를 구원해 주지 못할 것이라고 판단하여 신라 정토 계획(新羅征討計劃)을 추진하였다. 《속일본기》 덴표호지(天平寶字) 7년 즉 경덕왕 22년(763년) 2월에 급찬 김체신이 211명의 사신을 인솔하고 일본에 사신으로 왔으며 이러한 일본의 신라 정토 계획은 안사의 난이 진압되기 1년 전인 762년에 중단되었지만, 750년대 후반에서 760년대 초반에 걸쳐 대내적인 불안감과 대외적인 위기감이 고조되던 상황에서 경덕왕은 부왕인 성덕왕을 현창하기 위한 적극 추진하였고, 성덕왕의 명복을 빌기 위하여 봉덕사에 큰 범종을 주조하는 일을 전개함으로써 군신과 군민(臣民) 사이의 화합과 단결을 이끌어내고, 이것을 바탕으로 대내외적인 위기를 극복하려고 의도하였던 것으로 보인다. 이에 따라 성덕왕의 명복을 비는 원찰로서의 봉덕사의 기능이 한층 더 강화되었음을 쉬이 유추할 수 있다. 혜공왕 7년(771년) 12월에 성덕대왕신종 제작이 완료되어 봉덕사에 봉납되면서 봉덕사는 성덕왕의 명복을 비는 원찰로서의 위상을 한층 더 확고하게 정립하게 되었음이 분명하며, 아울러 이 무렵을 전후한 시기에 봉덕태종사를 봉덕사로 개명하였을 가능성이 높다고 판단된다.
봉덕사는 소실된 뒤에 다시 재건되지 못했다. 봉덕사의 소실에 대해서 《신증동국여지승람》이나 《동경잡기》, 《동경통지》 등의 기록은 모두 봉덕사 가까이 위치한 하천인 북천이 범람하면서 수몰, 유실되었다고 전하고 있다. 봉덕사의 유실을 야기한 북천의 범람 시점과 원인에 대해 전덕재는 《세종실록》 세종 6년 갑진(1424년) 5월에 화폐 주조를 목적으로 전국에서 구리를 거두어 들이도록 명령하면서 각 도내의 폐찰된 절들의 구리도 활용하게 할 때 세종이 따로 "경상도 경주 봉덕사의 대종(大鍾)과 유후사(留後司) 연복사(演福寺)의 대종은 헐지 말게 하라"라는 전지를 내린 점과, 단종(端宗) 2년(1454년)에 완성된 《세종실록》 지리지 경상도 경주부조에 "봉덕사는 지금은 없어졌다. 대종이 있었다"(今亡有大鍾)라고 한 기록을 들어 세종 6년(1424년)과 단종 2년(1454년) 사이에 봉덕사가 사라졌으며, 봉덕사를 소실케 한 북천의 범람은 세종 19년(1437년) 7월 3일에 경주를 비롯한 경상도내 20개 고을에 있었던 폭우가 원인이었다고 지목하였다.
조선 세조 때의 승려이자 시인이었던 김시습(金時習)은 봉덕사가 수몰되어 소실된 뒤에 거의 노천에 버려져 있다시피 했던 성덕대왕신종의 모습을 고대 중국 주나라의 돌북에 빗대어 묘사한 시를 남기기도 했다.

### 봉덕사가 사라진 뒤
《신증동국여지승람》(新增東國輿地勝覽, 1530년 완성)에는 봉덕사종 즉 성덕대왕신종이 영묘사(靈妙寺)로 옮겨진 것이 명(明) 천순(天順) 4년 경진 즉 조선 세조 5년(1460년)의 일이라고 적고 있다. 당시 경주부윤(慶州府尹)이었던 김담(金淡)이 성덕대왕신종을 영묘사로 옮겼으며, 이후 다시 부윤 예춘년(芮椿年)이 부임하고 있던 연산군 12년(1506년) 정월에서 이듬해 중종 2년(1507년) 12월 사이의 시점에 경주읍성 남문(징례문) 바깥의 봉황대(鳳凰臺) 아래에 종각을 짓고 옮겨서 성문의 개폐 및 군사 동원 신호에 사용하였다고 한다. 조선 중기의 문인 김수흥(金壽興, 1626~1690)은 경자년(1660년) 6월 경주를 방문하고 남긴 남정록(南征錄)에서 봉황대 곁에 종각이 있고 그것이 봉덕사의 옛 물건이며 부윤 예춘년이 이곳으로 옮겨온 것이라는 언급을 남기고 있다.
1915년 8월 경주고적보존회에 의해 구(舊) 경주박물관으로 옮겨졌다. 1975년 5월 국립경주박물관이 신축됨에 따라 현재의 위치로 옮겨졌다.<성덕대왕신종에관한역사>

### 타종과 보존
1992년 제야에 서른세 번 종을 친 뒤 한동안 타종을 중단하였다가, 1996년 학술조사를 위해 시험으로 다시 타종을 하였다. 그 뒤 2001년 10월 9일, 2002년 10월 3일, 2003년 10월 3일에 타종 행사를 열었으나, 2004년 12월 안전 보존을 위해 더 이상 타종을 중단했다

## 에밀레 종 전설
에밀레 종 전설은 불교와 관련된 설화들을 전하는 삼국유사에서도 기록되지 않았고, 천년이 넘는 기간 동안 민가에서만 떠돌던 전설이었으나, 구한말 선교사들에 의해서 처음 기록되기 시작한다. 1895년에 주한미국공사 앨런, 1901년에 고종의 밀사였던 헐버트 역시 에밀레 종 전설을 전하고 있다. 국내 기록에서는 1925년 8월 5일자 《매일신보》 창작문예란에 실린 렴근수(廉根守)의 《어밀네 종》이라는 동화로 처음 기록되었다. 이후 1943년 친일 극작가 함세덕이 희곡 《어밀네 종》을 집필하고 현대극장에 상연했다. 이를 근거로 에밀레 종 설화가 일제에 의해 만들어진 설화라는 주장이 있지만, 그 반대 주장 또한 존재한다.

조선에 선교사로 왔던 헐버트의 글을 보면 

"...the legend of the casting of the great bell that hangs in the centre of Seoul....(중략)....The Koreans hear in the dull thud of the wooden beam against the bell a faroff resemblance to the word 'em-mi', which means 'Mother'. Hence the legend."

라는 글이 있다. 이는 '에미'(엄마)라고 부르는 종이 서울 중심에 있다는 것인데, 이는 에밀레 종 전설과 보신각 종을 혼동한 것으로 보인다.
한편, 에밀레종 전설을 연구한 황인덕
에 의하면 중국 감숙성 무위시 대운사(大云寺)에 있는 종에도 비슷한 전설이 전해진다고 한다. 이 종은 당 또는 오대에 만든 것으로 추정하며, 종이 울릴 때 "낭아娘呀, 낭娘"또는 "응당應當, 응당應當"하는 소리가 난다는 전설이 있다. 이 낭이라는 말이 어머니를 가리킨다는 설이다.
KBS 역사 스페셜 '에밀레 종의 진실'편에서는 어린 나이에 왕위에 올라 피살된 혜공왕과 관련된 당시 현실이 반영되어 서라벌에서 구전된 전설일 수 있다는 의견을 방송했다.
종에 새겨진 글귀의 일부이다.
경덕왕은 아버지를 위해 종을 만들기로 하여 신라 곳곳에서 모금이 벌어졌다. 스님들은 집집마다 돌아다니며 종을 만드는 데 힘을 모아달라고 부탁했다. 그중에는 부잣집, 가난한 집, 따스하게 맞이하는 집 싫어하는 기색을 하는 집도 있었다. 스님 한분이 여느 때와 마찬가지로 모금을 하고 있었는데 어린아이를 업은 아낙네가 스님을 놀리듯 말했다. "아이고, 스님, 저희 먹을 것도 없어요. 보세요, 저희 집에 드릴 거라곤 이 애 밖에 없다고요. 가져가실거면 이 애라도 가져가시든가요." 스님은 씁쓸한 표정으로 그 집을 나왔다.
모금이 모이자 전국에서 기술자들이 온갖 정성을 들여도 종이 제대로 만들어지지 않았다.
이 소식에 걱정이 이만저만이 아닌 경덕왕은 관원에게 점을 치게 했는데, 여러갈래로 알아본 결과 성금을 모으던 스님에게 자신은 애 밖에 없다고 한 아낙네 때문에 부정을 탄 것으로 결론 지었다.
"그럼 어떻게 해야 그 부정을 씻어 낼 수 있나요?"
"그 아낙네가 한 말을 지키는 것밖에 없습니다. 종을 만드는데 낼 것이 아이밖에 없다고 했으니 그리해야지요"
결국 그 집 아이를 종 만드는데 바칠 수 밖에 없었다. 그랬더니 종이 드디어 울리기 시작했다. 그런데 소리가 마치 " 에밀레...... 에밀레......" 같았다. 엄마를 부르는 것 같기도 하고 '에미탓에......에미탓에.......' 같기도 하여 에밀레종이라 부른다고 한다.

## 사진
- 성덕대왕신종
- 성덕대왕신종
- 성덕대왕신종 비천상
- 1915년 8월 옛 경주 박물관으로 옮겨지고 있는 성덕대왕신종
- 성덕대왕신종(2016년 6월 5일 촬영)

## 같이 보기
- 인신공양

### 내용주
1. ↑  일찍이 이재창이나 이영호는 봉덕사상당을 경으로 고쳤다는 《삼국사기》 관련 기록에 대해서 이는 '령'을 잘못 표기한 것이라고 지적했는데[8] 전덕재는 중종 7년 임신(1512)에 간행된 목판본 《삼국사기》(일명 임신간본) 등을 비롯한 여러 목판본에 명백하게‘卿’이라고 표기되어 있음을 들어 단순한 착오로 넘겨버리기 곤란할 듯싶다고 반박하였다(전덕재(2015), 앞의 논문, 142쪽).
2. ↑  김체신을 일본에 사신으로 파견한 주체를 전덕재는 당시에 시중이었던 김옹이었을 가능성이 높다고 지적하였다.[11]
3. ↑  예춘년이라는 이름은 《신증동국여지승람》과 《동경잡기》, 《퇴우당집》 등의 문헌에 등장하는데, 《동경통지》(東京通志) 권제9 역대수관(歷代守官)조에서는 "부윤 예충년(芮忠年)이 병인(1506) 정월 11일에 부임하여 정묘(1507) 12월 27일에 별세하였다"고 언급하였으며, 역대 경주부윤을 역임한 인물들의 이름에 예춘년(芮椿年)이라는 이름은 보이지 않고 《의흥예씨족보》에도 예춘년이라는 이름은 찾을 수 없다. 오히려 《연산군일기》[17]나 《중종실록》[18] 등에 경주부윤으로 등장하는 예충년(芮忠年)을 《신증동국여지승람》 등의 문헌에서 '예춘년'으로 이름을 잘못 표기한 것임이 지적되고 있다. 한편 예춘년이 1507년 12월 17일에 별세하기 전까지 경주부윤을 역임하였는지는 정확하게 알 수 없지만, 그의 후임으로 경주부윤이 된 민상안(閔祥安)이 무진(1508년) 3월 3일에 도임했다는 점으로 미루어 별세 직전까지 경주부윤 직무를 수행한 것으로 보아도 문제가 없을 것이라고 지적하였다.